# Vallmanya (Tordera)
Vallmanya és un poble del municipi de Tordera (Maresme), al sector oriental del massís del Montnegre, a la capçalera de la riera de Vallmanya, afluent per la dreta, de la Tordera, aigua avall de la vila.
La seva església parroquial (Sant Miquel de Vallmanya) depèn de la d'Hortsavinyà., de la Diòcesi de Girona.
El terme d'aquesta població, històricament pertanyent al Vescomtat de Cabrera (primer de la Vegueria de Girona i al Segle XVII del Corregiment de Girona) va ser incorporat al municipi d'Hortsavinyà el 1836, juntament amb Sant Pere de Riu. Més endavant, el 1929, va passar a formar part del municipi de Tordera en incorporar-s'hi el municipi de Vallmanya.